# 2344 Xizang
2344 Xizang је астероид главног астероидног појаса са средњом удаљеношћу од Сунца која износи 2,754 астрономских јединица (АЈ).
Апсолутна магнитуда астероида је 12,1.